# Steve Piccolo
Steve Piccolo (New Hampshire, 1954) è un musicista statunitense.

## Biografia
Dopo aver studiato al Bard College e alla New York University, Piccolo inizia la sua carriera come bassista jazz nei primi anni '70,  fondando i Lounge Lizards insieme a John Lurie, Evan Lurie, Arto Lindsay e Tony Fier, gruppo jazz nato dalla allora scena no wave di New York.
È del 1981 il suo primo viaggio in Italia, in occasione di ELECTRA1 - Festival per i fantasmi del futuro, svoltosi a Bologna il tra il 17 e il 20 giugno, al quale oltre ai Lounge Lizards erano presenti i Bauhaus, i DNA, Brian Eno, Peter Gordon, i Chrome, Gaznevada, i N.O.I.A., i Rats, i Band Aid e il gruppo teatrale Magazzini Criminali.
Nella seconda metà degli anni '80 inizia a comporre colonne sonore per film e spettacoli teatrali e collabora con diversi artisti italiani come Raf (per il quale scrive la hit Self Control), Giancarlo Bigazzi, Umberto Tozzi e i Righeira.
Negli anni '90 si trasferisce a Milano e attiva collaborazioni con gruppi e musicisti come Giancarlo Locatelli, Filippo Monico, Paolo F. Bragaglia, Massimo Volume, Afterhours, Rosso Maltese, Gak Sato.

## Discografia parziale

### Da solista
- 1982 – Domestic Exile (LP album, Materiali Sonori)
- 1983 – Domestic Exile – Adaptation (LP album, Materiali Sonori)
- 1997 - Hilarity Workshop (Underground Records)
- 1999 - Bitter Pill (Cox 18 Sounds)
- 2004 - Expedition (Temposphere)
- 2005 - Sound Fetish (prodotto per WPS1 broadcast alla Biennale di Venezia)
- 2006 - Concentrate (Edizione limitata allegata al libro di Nathalie Du Pasquier)
- 2007 - The Box Man (Rai Trade)
- 2008 - Bang Bang (Undo.net/Provincia di Milano)
- 2011 - Medicine Show (with A Constructed World, Rotterdam Sculpture Festival)

### Con the Lounge Lizards
- 1981 – The Lounge Lizards (LP album, E.G. Records)
- 1983 – Lounge Lizards Live 79-81 (CD live, ROIR)